# Kitab al-Rawd al-Mitar
Kitab al-Rawd al-Mitar (o, simplemente, Rawd al-Mitar), El libro del jardín fragante, es un diccionario geográfico en árabe escrito en fecha desconocida, entre los siglos XIII y XV, por Ibn Abd-al-Múnim al-Himyarí. Esta obra es fundamental para el estudio de la historia de Al-Ándalus, y se basa en parte en las obras de al-Bakri y de Muhammad al-Idrisi.
Se conservan seis manuscritos, el más antiguo de los cuales fue copiado en el año 971 de la Hégira (1563-4 d. C.). Uno de estos manuscritos afirma que la obra original fue completada en el año 866 de la Hégira (1461 d. C.). Sin embargo, se conservan citas de la obra en textos de Ahmad al-Qalqashandi, que murió en el año 821 de la Hégira (1418 d. C.), por lo que se cree que debió existir una versión anterior de la cual no han sobrevivido ejemplares, quizás realizada por un antepasado homónimo de al-Himyari.
El Kitab al-Rawd fue popular en el Magreb hasta el siglo XIX. El primer historiador que estudió este manuscrito fue E. Levi-Provençal, que publicó extractos en 1938. Existe una traducción al español de los pasajes relativos a la península ibérica realizada por Pilar Maestro en 1963 y una edición moderna en árabe del texto completo de 1975.